# Расширение НХЛ в 1967
В сезоне 1967/1968 в Национальной хоккейной лиге произошло значительное расширение, увеличившее число команд в Лиге с шести до двенадцати. Это изменение стало первым с момента прекращения существования клуба «Бруклин Американс» в 1942 году.

## Предыстория
В течение долгих лет после сокращения количества клубов, вызванного Великой Депрессией и Второй мировой войной, клубы Бостон, Монреаль, Торонто, Нью-Йорк, Детройт и Чикаго стойко сопротивлялись возможному расширению Лиги за пределы Оригинальной шестёрки. Заявки на участие предлагали такие клубы, как двукратный победитель довоенной Лиги «Монреаль Марунз», переехавший в Филадельфию, и многократный победитель Американской хоккейной лиги «Кливленд Баронс», но генеральные менеджеры команд Шестёрки видели в них потенциальных конкурентов, стремящихся завладеть своей долей славы и богатства.
На конец 1959 Лиге принадлежала крупнейшая доля телевизионного вещания как в Канаде, так и в США. Однако в 1960 контракт с телевизионными компаниями закончился, и не возобновлялся вплоть до 1963. Тем временем доходы владельцев клубов НХЛ постепенно росли, что на зарплатах хоккеистов практически не сказывалось. Начались забастовки игроков, одиночные попытки организовать профсоюзы, к тому же серьёзное влияние приобрела Западная хоккейная лига, прямой конкурент Национальной хоккейной лиги. В итоге в 1965 телевизионные компании поставили перед НХЛ ультиматум: Лигу предлагалось расширить в ближайшие сроки, иначе всё внимание телевидения планировалось переключить на более привлекательные спортивные чемпионаты, как, например, Лига Западного побережья, Главная лига бейсбола или Национальная футбольная лига.

## Расширение
Идея расширения НХЛ предлагалась ещё в 1963 президентом «Нью-Йорк Рейнджерс» Уильямом Дженнингсом. Он рекомендовал добавить в Лигу ещё два клуба, аргументируя это серьёзным усилением Лиги Западного побережья. Однако только в 1965 предложение Дженнингса было принято, и президент НХЛ Кларенс Кэмпбелл объявил о расширении Национальной хоккейной лиги. В феврале 1966 Совет Лиги рассмотрел 14 заявок на участие, в том числе 5 заявок из Лос-Анджелеса, 2 — из Питтсбурга и по одной от Миннеаполиса — Сент-Пола, Филадельфии, Сан-Франциско — Окленда, Сент-Луиса, Балтимора, Баффало и Ванкувера.
В итоге в Лигу было добавлено шесть новых клубов:
- Калифорния Силз
- Лос-Анджелес Кингз
- Миннесота Норт Старз
- Филадельфия Флайерз
- Питтсбург Пингвинз
- Сент-Луис Блюз

## Недовольства
После объявления результатов расширения претензии к Национальной хоккейной лиге стали предъявлять канадские болельщики, сразу обнаружившие отсутствие в списке избранных Ванкувера; позже выяснилось, что более могучие в финансовом плане Монреаль и Торонто просто-напросто решили не делиться своими долями в телевизионном вещании с канадским клубом. Также на флажке в состав Лиги был добавлен Сент-Луис, получивший добро от могущественного тогда Чикаго, хотя основным претендентом на вакантное место являлся Балтимор. Так как у Сент-Луиса не было собственной арены, Чикаго пришлось потратиться и купить ему ветхую «Сент-Луис Арену».
Также многим не понравилась сама идея расширения, поскольку большое количество клубов заметно ослабило бы статус Лиги. Некоторым же показалось странным решение немедленно удвоить состав Лиги вместо постепенного наращивания количества участников.